# گروه ان‌آرجی
گروه ان‌آرجی (به فرانسوی: NRJ Group) که تلفظ آن به فرانسوی شبیه کلمه «انرژی» است، یک گروه چندرسانه‌ای فرانسوی در پاریس است. این گروه از سال ۱۹۸۱ در قالب ایستگاه رادیویی موسیقی پاپ تأسیس شد. مؤسس آن «ژان پل بودکروکس» و «مکس گوازینی» هستند.

## جوایز سینمایی ان‌آرجی
این گروه جوایزی به همین نام (NRJ Ciné Awards) را به سینمای فرانسه و سینمای بین‌المللی اهدا می‌کند. مراسم اهدای این جوایز که از سال ۲۰۰۴ به وجود آمده‌است، سالانه در پاریس برگزار می‌شود. از سال ۲۰۰۵ که کانال تلویزیونی «TNT NRJ 12» ایجاد شد، این مراسم به صورت زنده پخش می‌شود.